# Pibb Xtra
Pibb Xtra, ehemals Mr. Pibb, ist ein Erfrischungsgetränk, das durch die Coca-Cola Company vertrieben wird. Es wird in den meisten Staaten der USA verkauft, mit Ausnahme der Bereiche, in denen Dr Pepper verkauft wird.

## Geschichte
Mr. Pibb kam zuerst als „Peppo“ und möglicherweise als „Dr. Pibb“ auf den Markt. Später wurde es aufgrund einer Klage gegen den Namen von Seiten Dr. Pepper zu Mr. Pibb umbenannt. Mr. Pibb wurde 1972 zuerst in Waco, Texas, dem Geburtsort der Marke, als Test auf den Markt gebracht, bevor die Firma nach Dallas, Texas, umzog. 1980 wurde das Rezept für Mr. Pibb umgestellt und mit dem Slogan „New taste“ auf der Flasche beworben. Danach wurde 2001 ein neuer Geschmack (Cinnamon) auf den Markt gebracht, der den Originalgeschmack ersetzen sollte.

## Populärkultur
- Im Film Hell or High Water von 2016 sagt eine Filmfigur „Nur Arschlöcher trinken Mr. Pibb“, nachdem sein Bruder ihm diese statt einer Dr. Pepper kaufte.
- In dem 2019 von Netflix veröffentlichten Film Red Sea Diving Resort kommt ein Mr.-Pibb-Getränkeautomat vor.
- In der 2007 erschienenen American-Dad-Episode „Roger, mein außerirdischer Freund“ (s3e12), erfahren Stan und Francine bei der Besichtigung der Mr.-Pibb-Werke, dass ihr Lieblingsgetränk nicht mehr hergestellt wird. Um Leute zu überzeugen, eine Petition zum Erhalt des Softdrinks zu unterschreiben, klauen sie das Mr.-Pibb-Mobil.